# Бейзингсток Таун
«Бейзингсток Таун» (англ. Basingstoke Town FC) — английский футбольный клуб из города Бейзингсток в графстве Гэмпшир. Образован в 1896 году, домашние матчи проводит на стадионе «Камроуз». В настоящий момент выступает в Премьер дивизионе Южной лиги, седьмом по значимости футбольном турнире Англии.

## Достижения

### Достижения в лигах
- Южная лига дивизион Юг:[1]
  - Победители: 1984/85
- Истмийская лига Первый дивизион:[1]
  - 2-е место: 1988/89, 1996/97
- Лига Хэпшира Первый дивизион:
  - Победители: 1967/68, 1968/69, 1970/71
  - 2-е место: 1965/66, 1966/67, 1968/69
- Лига Хэмпшира Северный дивизион:
  - Победители: 1911/12, 1919/20
- Южная Конференция:
  - Полуфиналисты плей-офф: 2011/2012, 2014/15

### Достижения в кубках
- Старший кубок Гэмпшира:[2]
  - Победители: 1970/71, 1989/90, 1995/96, 1996/97, 2007/08, 2013/14
  - Финалисты:1964/65, 1975/76, 1981/82, 1985/86, 1998/99, 2005/06
- Кубок Воспоминаний:
  - Победители: 2005, 2006